# L'importante
L'importante è il tredicesimo album in studio di Enzo Jannacci.

## Il disco
Il disco contiene una versione di Amapola, celebre successo scritto da José María Lacalle García compositore spagnolo il cui testo italiano fu scritto da Bixio Cherubini, intercalata nel brano di sua composizione Juke box, di cui costituisce il ritornello.

## Tracce
Lato A
1. L’importante è esagerare (testo: Enzo Jannacci – musica: Enzo Jannacci)
2. L’orchestra (testo: Enzo Jannacci, Riccardo Piferi – musica: Enzo Jannacci)
3. Sergej (testo: Enzo Jannacci, Riccardo Piferi – musica: Enzo Jannacci)
4. Oriente (testo: Enzo Jannacci – musica: Enzo Jannacci)

Lato B
1. Son scioppaa (testo: Enzo Jannacci – musica: Enzo Jannacci)
2. Il volatore di aquiloni (testo: Enzo Jannacci – musica: Enzo Jannacci)
3. Amapola/Juke-Box (testo: Enzo Jannacci, Riccardo Piferi – musica: Enzo Jannacci (Juke-Box))

## Formazione
- Enzo Jannacci – voce
- Giorgio Cocilovo, Sergio Farina – chitarra
- Gaetano Leandro – tastiera e programmazione
- Danilo Madonia – tastiera e sintetizzatore
- Pier Michelatti – basso
- Lele Melotti – batteria
- Maurizio Bassi – tastiera

## Curiosità
- L'album ottenne inizialmente uno scarsissimo successo; soltanto in un secondo tempo fu rivalutato, tanto da essere considerato uno dei lavori più importanti del cantautore milanese, impreziosito da pezzi famosi quali L'importante è esagerare e Son scioppaa. Quest'ultima si ispira a un'espressione del dialetto milanese, che significa "non ce l'ho fatta più" o anche "ho perso le staffe" (letteralmente: sono scoppiato), dove si dà voce a uno sbandato che chiedendo una sigaretta cerca invano di attaccare discorso con altre persone più in vista di lui, fino a strappare la sigaretta con forza ("è l'ultima? va be' e allora? Ciap' istess!") e chiosando con la frase "hai capito come nascono i comici".
- La musica del brano L’orchestra era già stata utilizzata nel 1983 per la canzone Moviola.
- Il brano Il volatore di aquiloni ha dato il titolo ad un film-omaggio di Renato Pozzetto a Milano realizzato nella seconda metà degli anni '80.
- Il brano Oriente è stato definito da Jannacci stesso la sua canzone più bella e più poetica di tutti i tempi.[senza fonte]
- Il brano Sergej è dedicato da Jannacci al figlio Paolo, all'epoca tredicenne.
- L'importante è il primo Lp inciso da Jannacci con l'etichetta DDD, è arrangiato interamente da Maurizio Bassi, e alcuni testi sono scritti in collaborazione con Riccardo Piferi.